# ヴィクトワール広場

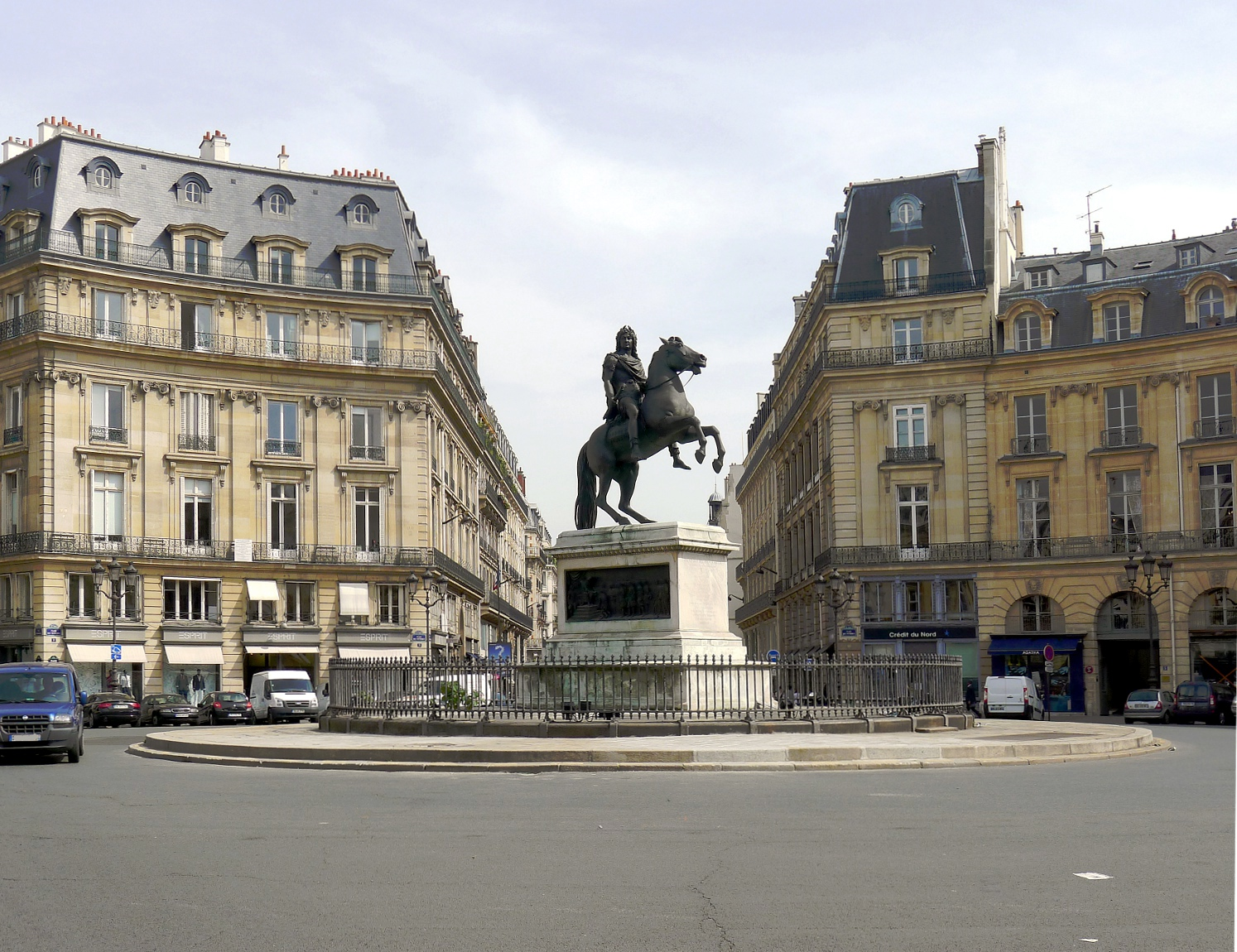
パリのヴィクトワール広場

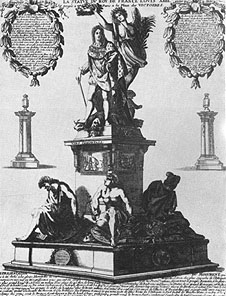
デジャルダンが彫刻した以前のルイ14世記念碑

ヴィクトワール広場（フランス語: Place des Victoires）は、フランスのパリにある円形の広場で、パリ1区と2区にまたがっていて、パレ・ロワイヤルのそばである。ルイ14世の騎馬像があり、6本の道路が交差している。ヴィクトワールは勝利の意味。

## 歴史
もともと1678年から1689年にかけてそれまであった民家を壊して、ルイ14世のナイメーヘンの和約によるの戦勝記念に広場が計画され、間もなくジュール・アルドゥアン＝マンサールがこの円形広場を取り囲む壮麗な建物を設計した。当時この広場に置かれたルイ14世記念碑はマルタン・デジャルダン（en:Martin Desjardins）のデザインによる。これはフランス革命中の1792年に壊されて、そこに革命のために亡くなった市民に捧げる木造ピラミッドが建てられたが、これは1810年にフランス皇帝ナポレオン1世の命令により兵士の暖房に利用のために壊され、彼の将軍のひとりの銅像が置かれた。
この銅像もポンヌフのアンリ4世の騎馬像をつくるために溶解されることになる。その後、1828年に現在のルイ14世の騎馬像がつくられ、この彫刻家はカルーゼル凱旋門上のクアドリガ（4頭並行だて馬車）なども彫刻したことで有名なフランソワ＝ジョゼフ・ボジオである。こうした経緯のため「ヴィクトワール広場」の「ヴィクトワール」はフランス語で複数形になっている。 

## 参照項目
- ジュール・アルドゥアン＝マンサール
- 世界の勝利広場